# 刺茉莉
刺茉莉（学名：Azima sarmentosa）为刺茉莉科刺茉莉属下的一个种。

## 扩展阅读
- 維基物種上的相關：刺茉莉